# Der Hellebardier
Der Hellebardier ist ein Gemälde des italienischen Manieristen Jacopo da Pontormo. 
1989 ersteigerte das Getty-Museum in Los Angeles das Bild bei Christie’s für 35,2 Millionen Dollar.
Wer hier dargestellt ist, konnte bisher nicht abschließend nachgewiesen werden. Die These, dass es sich bei dem jungen Mann um Cosimo de’ Medici handelt, wie es in einem Inventar von 1612 notiert ist, wurde lange von der Forschung gestützt. Demnach zeigt es den damals 18-jährigen Cosimo als Soldat nach der Schlacht von Montemurlo.
In dem Ausstellungskatalog des Philadelphia Museum of Art von 2004 wird das Bild unter dem Titel „Francesco Guardi as a Halberdier“ gezeigt und damit mit dem Bild identifiziert, das Vasari in seine vite folgendermaßen beschreibt: „Zur Zeit der Belagerung von Florenz porträtierte er [Pontormo] Francesco Guardi im Anzug eines Soldaten, was ein sehr schönes Werk war.“ Francesco Guardi, 1514 geboren, war Soldat der Republik Florenz bei der Belagerung der Stadt durch die kaiserlichen Truppen unter Karl V. Diese Identifizierung durch Elizabeth Cropper wird inzwischen auch vom Getty-Museum vertreten.

## Provenienz
Laut einem Inventar von 1612, in dem das Bild als Porträt Cosimo de’ Medicis aufgelistet ist, fiel das Bild nach dem Tod des Florentiners Riccardo Romolo Riccardi an die Riccardi-Familie. Von 1748 bis 1813 war es im Besitz von Jean-Baptiste-Pierre Lebrun (1748–1813), einem Großneffen von Charles Lebrun. In einer Versteigerung am 20. März 1810 in Paris gelangte es an Kardinal Joseph Fesch, einen Onkel von Napoleon Bonaparte und einen der bedeutendsten Kunstsammler seiner Zeit. Nach weiteren Besitzerwechseln kam es wahrscheinlich 1861 in den Besitz von Mathilde Bonaparte, bei der es bis 1904 blieb. 1904 wurde es in einer Versteigerung am 17. Mai von dem Kunstsammler Eugène Kraemer erworben.
Das Bild wurde dann 1914 in einer Auktion von dem US-amerikanischen Geschäftsmann und Direktor der New York City Bank, James Stillman (1850–1918), ersteigert. Seit dieser Zeit befindet sich das Bild in den Vereinigten Staaten. Nach dem Tod Stillmans kam es durch Erbschaft an Charles Chauncey Stillman (1877–1926), wurde 1927 von Chauncey Devereaux Stillman (1907–1989) erworben. Bis 1970 wurde es als Leihgabe in der New Yorker Frick Collection gezeigt. Nach Stillmans Tod 1989 wurde es bei Christie’s zum Kauf angeboten und ging am 31. Mai 1989 an das Getty Museum.

## Beschreibung
Dargestellt ist als Dreiviertelporträt ein eleganter junger Mann, gekleidet in eine weitärmelige helle Jacke aus schwerer Seide, auf dem Kopf ein schiefsitzendes rotes Barett und in der rechten Hand eine Hellebarde, deren Klinge vom oberen Bildrand abgeschnitten wird, während die linke Hand lässig auf die Hüfte gestützt ist.
Er steht vor einem fast schwarzen monochromen Bildgrund, auf dem nur schwach Konturen der Ecke einer massiven Architektur zu unterscheiden sind. Er trägt eine rote Hose, die mit Nestelbändern an der Jacke befestigt ist. Unter dem Stehkragen, den Ärmelbündchen und zwischen Jacke und der auffälligen Braguette schaut das leichte weißseidene Untergewand hervor. Die Jacke ist mit einem schmalen Lederriemen gegürtet, an dem ein Paradedegen hängt. Um den Hals trägt er eine lange goldene Kette, und am Barett steckt ein goldenes Medaillon, auf dem der Kampf zwischen Herakles und Antäus dargestellt ist. 
Die Stofflichkeit der verschiedenen Materialien – Kleidung, Waffen, Schmuck – ist mit außerordentlichen Brillanz und malerischer Perfektion ausgeführt, vom weichen Flaum der Feder am Barett, über der schweren Duchessestoff der Jacke und die zarte Seide des Untergewandes bis zur goldenen Gliederkette, dem mit einer Metallspitze verstärkten Ledergürtel und dem Degen mit dem kunstvoll geschmiedeten Korb und dem gemaserten hölzernen Schaft der Hellebarde.